# Pterolophia quadrifasciculatipennis
Pterolophia quadrifasciculatipennis är en skalbaggsart som beskrevs av Stefan von Breuning 1963. Pterolophia quadrifasciculatipennis ingår i släktet Pterolophia och familjen långhorningar.
Artens utbredningsområde är Laos. Inga underarter finns listade i Catalogue of Life.